# Marmosa de panxa blanca
La marmosa de panxa blanca (Marmosops noctivagus) és una espècie d'opòssum de Sud-amèrica. Viu a Bolívia, el Brasil, l'Equador i el Perú.